# La Nuit du défi
Pour plus de détails, voir Fiche technique et Distribution.
La Nuit du défi (Diggstown) est un film américain réalisé par Michael Ritchie, sorti en 1992.

## Synopsis
Gabriel Caine, escroc de haut vol, va tenter, à sa sortie de prison, l'arnaque du siècle dans la bourgade de Diggstown qui ne vit que pour la boxe.

## Fiche technique
- Titre français : La Nuit du défi
- Titre original : Diggstown
- Réalisation : Michael Ritchie
- Scénario : Steven McKay d'après le roman de Leonard Wise
- Photographie : Gerry Fisher
- Montage : Don Zimmerman
- Musique : James Newton Howard
- Société de production : Metro Goldwyn Mayer
- Pays : États-Unis
- Langue : anglais
- Format : Couleur - Dolby Digital - DTS - 35 mm - 1.85:1
- Genre : action, comédie
- Durée : 97 min
- Public : Tous publics

## Distribution
- James Woods  (VF : Joël Martineau)  : Gabriel Caine
- Louis Gossett Jr.  (VF : Jacques Richard)  : 'Honey' Roy Palmer
- Bruce Dern  (VF : Roland Ménard)  : John Gillon
- Oliver Platt  (VF : Nicolas Marié)  : Fitz
- Heather Graham  (VF : Dorothée Jemma)  : Emily Forrester
- Thomas Wilson Brown  (VF : Chris Benard)  : Robby Gillon
- Randall "Tex" Cobb  (VF : Marc Alfos)  : Wolf Forrester
- Marshall Bell  (VF : Jean-Luc Kayser)  : Eddie Detton
- Kim Robillard  (VF : Patrick Guillemin)  : Shérif Stennis
- Michael McGrady  (VF : Patrick Borg)  : Frank Mangrum
- Duane Davis (VF : Julien Kramer) : Hambone Busby
- Willie Green : Hammerhead Hagan
- Orestes Matacena  (VF : Yves-Marie Maurin)  : Victor Corsini
- Jim Caviezel : Billy Hargrove
- George Wallace : Bob Ferris